# Mimì Bertè (2008)
Mimì Berté è una raccolta di Mia Martini, pubblicata nel 2008 dalla Butterfly Music.

## Tracce
1. Il magone
2. Se mi gira l'elica
3. Lontani dal resto del mondo
4. La prima ragazza che esce con te
5. Insieme
6. Medley: Solai/Desafinado/Ombrello blu
7. Come puoi farlo tu
8. I miei baci non puoi scordare
9. Mi dicono
10. Evviva il surf
11. Samba di una nota
12. Non pentirti dopo
13. Let me tell you
14. Ed ora che abbiamo litigato